# Allerona

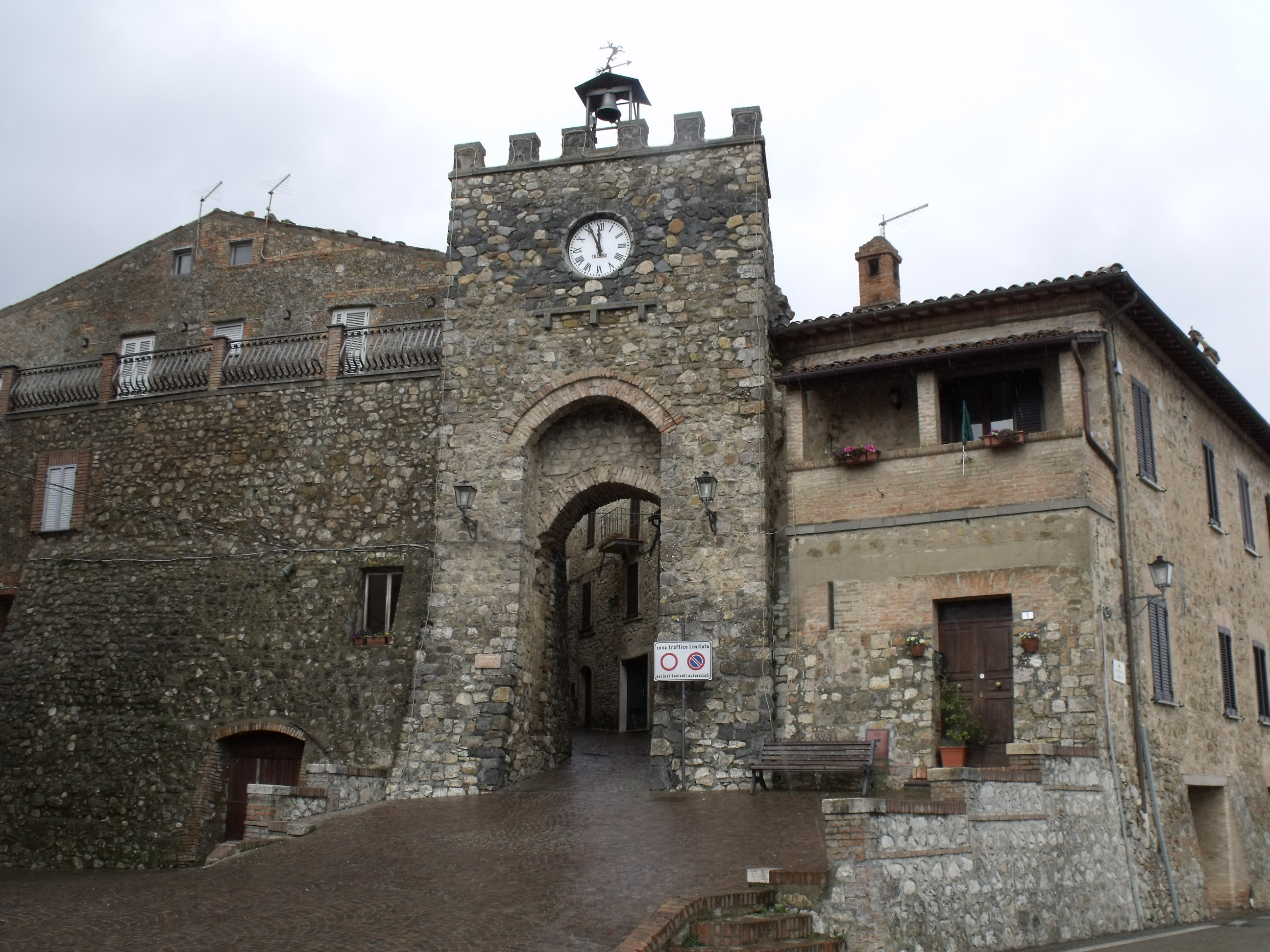

Allerona – miejscowość i gmina we Włoszech, w regionie Umbria, w prowincji Terni.
W roku 2004 gminę zamieszkiwały 1822 osoby (22,2 os./km²).